# アレクサンドラ・パレス
アレクサンドラ・パレス（Alexandra Palace）はロンドンの北側に位置する展示場兼宮殿である。

## 歴史
ロンドン万国博覧会 (1862年)で使われた建物の解体資材で造られた。1863年当時、王太子でのちのエドワード7世が妻のアレクサンドラ妃の名前から命名した。1873年には火災が発生し、3名が死亡した。その後再建され、劇場、コンサートホール、美術館、博物館、講義室、図書館、パーティルームが設けられる。
1930年代にはBBCテレビの試験テレビ局が設置され、1936年11月2日に世界初のテレビジョン放送がこの地から行われた。テレビ番組を収録・生放送するスタジオから、ニュース番組の制作、送信鉄塔とアンテナのすべてが置かれ、BBCニュースは1969年まで、放送を使った教育機関であるオープン大学は1981年まで当地から番組が送られた。
第二次大戦後はイベント会場としての使用が多く、ブリット・アワード（1993～95年）、MTVヨーロッパ・ミュージック・アワード（1996年）、ミス・ワールド（2002年）、NHKのど自慢 in London（2004年）、PDC ワールド・ダーツ・チャンピオンシップ（2008年～）、スヌーカーのマスターズ（2012年～）、アンティークフェアなどが開催されている。
また、レッド・ツェッペリン、ウィッシュボーン・アッシュ、グレイトフル・デッド、ザ・ストーン・ローゼズ、ブラー、ポーティスヘッド、スウェード、ビョーク、フローレンス・アンド・ザ・マシーンなどがここでコンサートを行っている。